# Megarafonus lentus
Megarafonus lentus är en skalbaggsart som beskrevs av Schuster och Marsh 1958. Megarafonus lentus ingår i släktet Megarafonus och familjen kortvingar. Inga underarter finns listade i Catalogue of Life.